# David Yates

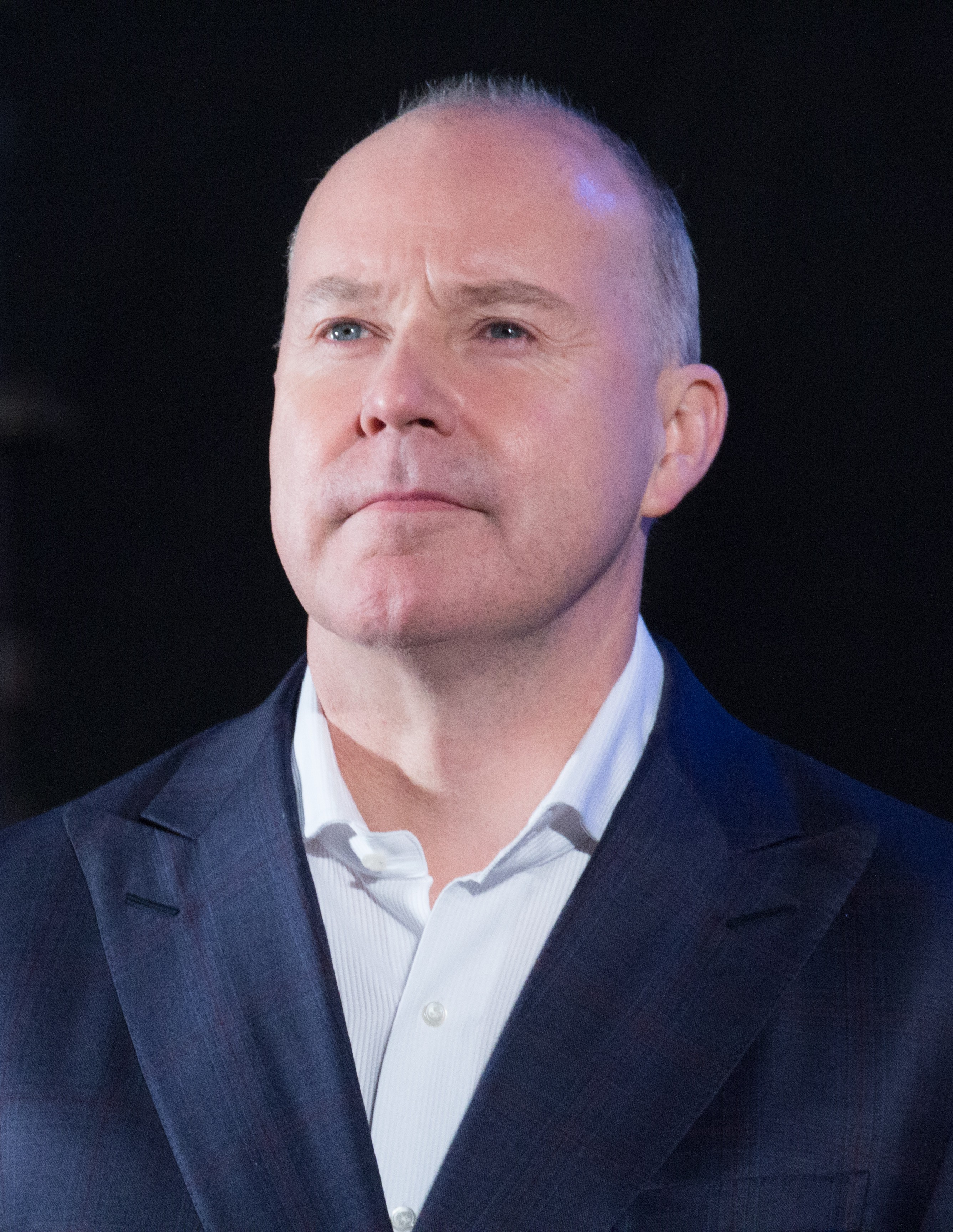
David Yates (2016)

David Yates (* 30. November 1963 in Saint Helens, Merseyside, England) ist ein britischer Regisseur, Drehbuchautor und Filmproduzent. Er sammelte zuerst im TV-Bereich Erfahrungen. Dort realisierte er unter anderem die mehrfach ausgezeichnete Serie Mord auf Seite eins und den achtfach mit dem BAFTA-Award ausgezeichneten Zweiteiler Sex Traffic. Weltweite Bekanntheit erlangte er als Regisseur der letzten vier Filme der Harry-Potter-Reihe. Seit 2016 wirkt er an der Phantastische-Tierwesen-Filmreihe, die eine Vorgeschichte zur Harry-Potter-Filmreihe darstellt, mit, wobei er Regie bei den Filmen führt, während Joanne K. Rowling die Drehbücher schreibt.

## Leben
Yates absolvierte die National Film and Television School in Beaconsfield.
2007 übernahm er nach Chris Columbus, Alfonso Cuarón und Mike Newell als vierter Regisseur der Harry-Potter-Filmreihe die Regie beim fünften Teil Harry Potter und der Orden des Phönix. Auch bei allen darauf folgenden Teilen – Harry Potter und der Halbblutprinz (2009), Harry Potter und die Heiligtümer des Todes – Teil 1 (2010) und Harry Potter und die Heiligtümer des Todes – Teil 2 (2011) – übernahm Yates die Regiearbeit.
Auch nach dem Abschluss der Filmreihe blieb er dem Harry-Potter-Universum treu und verfilmte Ende 2015 J. K. Rowlings Phantastische Tierwesen und wo sie zu finden sind. Der Film startete im November 2016 in den Kinos. Auch bei der im November 2018 erschienenen Fortsetzung Phantastische Tierwesen: Grindelwalds Verbrechen übernahm Yates, ebenso wie bei dem im Jahr 2022 erschienenen Film Phantastische Tierwesen: Dumbledores Geheimnisse, die Regie.
Zu seinen Vorbildern zählen David Lean, Ken Loach und Martin Scorsese. Als seinen Favoriten unter den Harry-Potter-Filmen gibt er Harry Potter und der Gefangene von Askaban an. Charakteristisch für seine Filme sind die oftmals auftretenden Tageszeitungen, mit denen er Informationen, die nur kurz erwähnt werden, erläutert. Weitere Merkmale sind der relativ häufige Einsatz von Handkameras, seine wiederholten Zusammenarbeiten mit dem Soundtrack-Komponisten Nicholas Hooper und dem Filmeditor Mark Day.
Im Sommer 2024 wurde Yates Mitglied der Academy of Motion Picture Arts and Sciences.

## Rezeption
Der Filmkritiker Jaime N. Christley bezeichnete Yates anlässlich der Veröffentlichung von Harry Potter und die Heiligtümer des Todes – Teil 2 als den „größten Regisseur des Blockbuster-Kinos seit Steven Spielberg“.

## Filmografie (Auswahl)
- 1998: The Tichborne Claimant
- 2001: The Way we live now (Fernsehserie)
- 2003: Mord auf Seite eins (State of Play, Fernsehserie)
- 2004: Sex Traffic (Fernsehfilm)
- 2005: G8 auf Wolke Sieben (The Girl in the Café, Fernsehfilm)
- 2007: Harry Potter und der Orden des Phönix (Harry Potter and the Order of the Phoenix)
- 2009: Harry Potter und der Halbblutprinz (Harry Potter and the Half-Blood Prince)
- 2010: Harry Potter und die Heiligtümer des Todes – Teil 1 (Harry Potter and the Deathly Hallows: Part 1)
- 2011: Harry Potter und die Heiligtümer des Todes – Teil 2 (Harry Potter and the Deathly Hallows: Part 2)
- 2014: Tyrant (Fernsehserie, Episode 1x01)
- 2016: Legend of Tarzan (The Legend of Tarzan)
- 2016: Phantastische Tierwesen und wo sie zu finden sind (Fantastic Beasts and Where to Find Them)
- 2018: Phantastische Tierwesen: Grindelwalds Verbrechen (Fantastic Beasts: The Crimes of Grindelwald)
- 2022: Phantastische Tierwesen: Dumbledores Geheimnisse (Fantastic Beasts: The Secrets of Dumbledore)
- 2023: Pain Hustlers

## Auszeichnungen
British Academy Film Award
- 2017: Nominierung als Bester britischer Film (Phantastische Tierwesen und wo sie zu finden sind)[3]